# Samuel Rawet
Samuel Rawet (Klimontów, Polônia, 23 de julho de 1929 - Brasília, 22 de agosto de 1984) foi um contista, dramaturgo, ensaísta e engenheiro brasileiro nascido na Polônia.

## Biografia
Nascido em família judaica, veio para o Brasil em 1936, trazido por seus pais. Passou o restante de sua infância e adolescência nos subúrbios do Rio de Janeiro, nos bairros de Ramos e Olaria. Tendo se formado em engenharia participou, como calculista, das obras de construção de Brasília, onde fixou residência.

## Obra literária
Sua obra literária publicada inicia-se com Contos do Imigrante, de 1956, e encerra-se com Que os Mortos Enterrem Seus Mortos, de 1981. Em seus anos de atividade, Rawet foi considerado um escritor importante, recebendo a atenção de intelectuais como Jacob Guinsburg, Assis Brasil, Alfredo Bosi e Renard Perez. Após sua morte, porém, sua obra começou a ser esquecida pelo público leitor, nunca deixando, entretanto, de receber estudos acadêmicos e críticos, dentre os quais se destacam o trabalho biográfico desenvolvido por Natalia Klidzio e a coletânea crítica organizada por Saul Kirschbaum. A obra rawetiana é marcada por temas como alienação, urbanidade e deslocamento. Muitas de suas personagens pertencem a segmentos sociais marginalizados, como imigrantes judeus, moradores do subúrbio e homossexuais. Seu estilo é considerado único, fundador de uma nova forma para o conto brasileiro.

## Construção de Brasília
Rawet, na qualidade de engenheiro, fez parte do Departamento de Concreto Armado da Novacap e foi membro da equipe de Oscar Niemeyer a qual construiu Brasília. Ele é o responsável pelo cálculo do concreto de muitas construções importantes na cidade, como o Congresso Nacional.

## Livros publicados
- Contos do imigrante, 1956;
- Diálogo, 1963;
- Abama, 1964;
- Os Sete Sonhos, 1967;
- O Terreno de uma Polegada Quadrada, 1969;
- Viagens de Ahasverus à Terra Alheia em Busca de um Passado que não existe porque é Futuro e de um Futuro que já passou porque sonhado, 1970;
- Devaneios de um Solitário Aprendiz da Ironia, 1970;
- Alienação e Realidade, 1970;
- Eu, tu e ele, 1972;
- Angústia e Conhecimento, 1978;
- Que os mortos enterrem seus mortos, 1981.

## Prêmios
- Prêmio Guimarães Rosa, no concurso de contos instituído pelo Governo do Estado do Paraná, com o livro Os sete sonhos;

## Livros sobre Samuel Rawet
- Itinerário urbano na vida e obra de SAMUEL RAWET por Natalia Klidzio. Passo Fundo: Ed.Universidade de Passo Fundo, 2010. ISBN 9788575157145.
- Dez ensaios sobre Samuel Rawet por Saul Kirschbaum (org) Brasília: LGE, 2007
- Viagens de um caminhante solitário - Ética e estética na obra de Samuel Rawet - por Saul Kirschbaum. São Paulo: Humanitas, 2011
- Escritura do Tempo no conto de Samuel Rawet - Vládia Mourão. Fortaleza: Expressão Gráfica e Editora Ltda., 2007.
- "Samuel Rawet - entre o mar e as cidades: trânsitos migratórios, culturais e identitários na obra do escritor" - CERRADOS –Revista do Programa de Pós-Graduação em LITERATURA do Instituto de Letras da UnB., Ed UnB,  Brasília v.48, p.47-67, 2018, e-ISSN 1982-9701 Org.Organização deste número: Prof. Dr. Clóvis Meireles Nóbrega Júnior (IFB/CRFI) e  Prof.ª Dr.ª. Maria Isabel Edom Pires (TEL/UNB).